# Polina Kudermetova
Polina Ėduardovna Kudermetova (in russo Полина Эдуардовна Кудерметова?; Mosca, 4 giugno 2003) è una tennista russa.

## Vita personale
È la sorella minore di Veronika Kudermetova, anch'essa tennista professionista ed ex numero 9 del mondo, mentre suo padre è il campione nazionale russo di hockey sul ghiaccio Eduard Kudermetov.

## Carriera
Polina Kudermetova ha vinto 9 titoli in singolare e 2 titoli in doppio nel circuito ITF in carriera. Il 14 aprile 2025 ha raggiunto il best ranking in singolare raggiungendo la 54ª posizione mondiale, mentre il 10 aprile 2023 ha raggiunto in doppio il best ranking alla 283ª posizione mondiale.
Agli Australian Open 2023, la Kudermetova si è qualificata per il suo primo Grande Slam alla sua prima partecipazione, sconfiggendo Anastasija Gasanova, Katie Boulter e Asia Muhammad durante il suo percorso. Al primo turno ha perso contro la wildcard australiana Olivia Gadecki. A marzo entra nella top 150 raggiungendo la posizione n°140 come best ranking. A giugno prende parte al torneo di 's-Hertogenbosch e vince il suo primo match a livello WTA superando in due set Yuan Yue (6-4, 6-3). In ottobre, raggiunge a Seul il suo primo quarto di finale WTA grazie ai successi su Parks e von Deichmann, arrendendosi poi all'esperta Yanina Wickmayer tra le ultime otto.
Al Brisbane International 2025 raggiunge il risultato più importante della carriera, dove supera inizialmente le qualificazioni ed ottiene la sua prima vittoria in un WTA 500 battendo al primo turno la cinese Wang Xinyu, batte poi la testa di serie numero 13 Ljudmila Samsonova nel secondo turno, agli ottavi supra la terza testa di serie e numero 9 del mondo Dar'ja Kasatkina per 7-5 al terzo set ottenendo la sua prima vittoria su una Top 10, prosegue con la vittoria su Ashlyn Krueger nei quarti di finale e batte anche l'ucraina Anhelina Kalinina in semifinale, giungendo alla sua prima finale in carriera arrivata in un WTA 500, dove è opposta alla numero 1 del mondo Aryna Sabalenka e ne esce sconfitta dopo averle strappato il primo set.

## Statistiche WTA

### Singolare

#### Sconfitte (1)
| Legenda              |
| -------------------- |
| Grande Slam (0)      |
| Argenti Olimpici (0) |
| WTA Finals (0)       |
| WTA Elite Trophy (0) |
| Dal 2021             |
| WTA 1000 (0)         |
| WTA 500 (1)          |
| WTA 250 (0)          |

| N. | Data           | Torneo                           | Superficie | Avversarie in finale | Punteggio     |
| 1. | 5 gennaio 2025 | Brisbane International, Brisbane | Cemento    | Aryna Sabalenka      | 6-4, 3-6, 2-6 |

## Circuito WTA 125

### Doppio

#### Sconfitte (1)
| N. | Data            | Torneo                   | Superficie | Compagna       | Avversarie in finale         | Punteggio |
| 1. | 25 ottobre 2024 | Abierto Tampico, Tampico | Cemento    | Alina Korneeva | Carmen Corley Rebecca Marino | 3-6, 3-6  |

## Statistiche ITF

### Singolare

#### Vittorie (9)
| Torneo $100.000 (0) |
| Torneo $80.000 (0)  |
| Torneo $60.000 (0)  |
| Torneo $40.000 (2)  |
| Torneo $25.000 (3)  |
| Torneo $15.000 (4)  |

| N. | Data             | Torneo                                      | Superficie  | Avversaria in finale | Punteggio     |
| 1. | 22 dicembre 2019 | GD Tennis Cup, Adalia                       | Cemento     | Georgia Crăciun      | 6-4, 3-6, 6-3 |
|    | 13 dicembre 2020 | Tennis Organisation, Adalia                 | Terra rossa | Andreea Roșca        | N.D.          |
| 2. | 14 febbraio 2021 | Artengo Open Series, Adalia                 | Terra rossa | Marta Custic         | 6–2, 1–6, 6–3 |
| 3. | 28 novembre 2021 | Kazan Cup, Kazan'                           | Cemento (i) | Nigina Abduraimova   | 7-5, 3-6, 6-4 |
| 4. | 23 gennaio 2022  | Tatarstan Winter Cup, Kazan'                | Terra rossa | Anastasija Kovaleva  | 6-0, 6-4      |
| 5. | 19 giugno 2022   | Raanana Women's Tennis Tournament, Ra'anana | Cemento     | Marija Timofeeva     | 4-6, 6-4, 7-5 |
| 6. | 29 ottobre 2022  | Republican Girls, Istanbul                  | Cemento (i) | Tat'jana Barkova     | 6-3, 6-1      |
| 7. | 6 novembre 2022  | Marjorie Sherman Women's, Gerusalemme       | Cemento     | Ekaterina Rejngol'd  | 6-1, 6-1      |
| 8. | 5 marzo 2023     | BeeTV Women's, Astana                       | Cemento (i) | Dar'ja Astachova     | 6-2, 6-3      |
| 9. | 4 febbraio 2024  | Indore ITF World Tennis Tournament, Indore  | Cemento     | Dalila Jakupovič     | 3-6, 6-2, 6-0 |

#### Sconfitte (3)
| Torneo $100.000 (1) |
| Torneo $80.000 (0)  |
| Torneo $60.000 (1)  |
| Torneo $40.000 (1)  |
| Torneo $25.000 (0)  |
| Torneo $15.000 (0)  |

| N. | Data              | Torneo                                                        | Superficie  | Avversaria in finale | Punteggio        |
| 1. | 7 agosto 2022     | ITF World Tennis Tour Gran Canaria, San Bartolomé de Tirajana | Terra rossa | Arantxa Rus          | 3-6, 6-3, 1-6    |
| 2. | 1º settembre 2024 | SIERS ITF World Tennis Tour Oldenzaal, Oldenzaal              | Terra rossa | Hanne Vandewinkel    | 6-4, 2-6, 6(3)-7 |
| 3. | 8 dicembre 2024   | Al Habtoor Tennis Challenge, Dubai                            | Cemento     | Jodie Burrage        | 3-6, 3-6         |

### Doppio

#### Vittorie (2)
| Torneo $100.000 (0) |
| Torneo $80.000 (0)  |
| Torneo $60.000 (1)  |
| Torneo $40.000 (1)  |
| Torneo $25.000 (0)  |
| Torneo $15.000 (0)  |

| N. | Data           | Torneo                                           | Superficie  | Compagna             | Avversarie in finale            | Punteggio        |
| 1. | 11 marzo 2023  | BeeTV Women's, Astana                            | Cemento (i) | Anastasija Tichonova | Han Na-lae Jang Su-jeong        | 2-6, 6-3, [10-7] |
| 2. | 31 agosto 2024 | SIERS ITF World Tennis Tour Oldenzaal, Oldenzaal | Terra rossa | Ekaterina Makarova   | Freya Christie Yuliana Lizarazo | 6-4, 1-6, [10-7] |

#### Sconfitte (3)
| Torneo $100.000 (0) |
| Torneo $80.000 (0)  |
| Torneo $60.000 (0)  |
| Torneo $40.000 (0)  |
| Torneo $25.000 (3)  |
| Torneo $15.000 (0)  |

| N. | Data            | Torneo                                | Superficie | Compagna            | Avversarie in finale                  | Punteggio        |
| 1. | 23 aprile 2022  | Magic Tours, Monastir                 | Cemento    | Sof'ja Lansere      | Estelle Cascino Jessika Ponchet       | 0-6, 6-4, [7-10] |
| 2. | 11 giugno 2022  | Tbilisi Open, Tbilisi                 | Cemento    | Sof'ja Lansere      | Angelina Gabueva Anastasija Zacharova | 4-6, 3-6         |
| 3. | 5 novembre 2022 | Marjorie Sherman Women's, Gerusalemme | Cemento    | Ekaterina Rejngol'd | Lee Pei-chi Sofia Šapatava            | 2-6, 4-6         |

## Vittorie contro giocatrici Top 10
| Stagione | 2025 | Totale |
| -------- | ---- | ------ |
| Vittorie | 1    | 1      |

| #    | Giocatrice       | Ranking | Evento                           | Superficie | Turno | Punteggio     | Rank. PKR |
| ---- | ---------------- | ------- | -------------------------------- | ---------- | ----- | ------------- | --------- |
| 2025 |                  |         |                                  |            |       |               |           |
| 1.   | Dar'ja Kasatkina | 9       | Brisbane International, Brisbane | Cemento    | 3T    | 1-6, 6-2, 7-5 | 107       |